# Maya Erskine
Maya Erskine (Los Ángeles, California; 7 de mayo de 1987) es una actriz estadounidense, reconocida por sus papeles de Maggie en Man Seeking Woman y de Mikki en Betas, ambas series de televisión estadounidenses. Obtuvo un título en la Escuela de Arte de Los Ángeles y en la Escuela de Arte Tisch de la Universidad de Nueva York. Se ha desempeñado también como actriz de teatro en Los Ángeles.
En 2019, protagonizó la serie de televisión de comedia, PEN15, junto a Anna Konkle. El dúo, que coproduce la serie, intepretan a versiones de ellas mismas a los 13 años.

## Primeros años
Es hija de Mutsuko Nigatawa y del músico de jazz Peter Erskine. Su madre es japonesa, procedente de Tokio, y su padre es de ascendencia europea. Su madre apareció junto a ella en PEN15 interpretándose a sí misma.
Erskine asistió a la Crossroads School de Artes y Ciencias y se graduó de la Los Angeles County High School for the Arts. Luego asistió a la Tisch School of the Arts. Erskine inicialmente estudió teatro musical pero se cambió al teatro experimental.

## Carrera
Erskine participó en grupos de teatro de Los Ángeles, como East West Players y Geffen Playhouse. También apareció en Wine Country, junto a Amy Poehler, Tina Fey y Rachel Dratch.

## Vida personal
En septiembre de 2019 confirmó su relación con el actor Michael Angarano. El 2 de noviembre de 2020 confirmó su compromiso con Angarano y anunció su embarazo. Su hijo, Leon Frederick, nació en 2021. La pareja tuvo una hija en 2024.

## Filmografía
| Año       | Título                                             | Rol                |
| --------- | -------------------------------------------------- | ------------------ |
| 2013      | Hart of Dixie                                      | Nessie             |
| 2013      | Project Reality                                    |                    |
| 2013      | High School USA!                                   | Voz                |
| 2013–2014 | Betas                                              | Mikki              |
| 2014      | Next Time on Lonny                                 | Charika            |
| 2015      | Stone Quackers                                     |                    |
| 2015      | Man Seeking Woman                                  | Maggie             |
| 2016      | Heartbeat                                          | Gi-Sung            |
| 2017      | Michael Bolton's Big, Sexy Valentine's Day Special | Susan              |
| 2017      | Casual                                             | Rae                |
| 2017      | Wet Hot American Summer: 10 Years Later            | Ginny              |
| 2018      | 6 globos                                           | Cameron            |
| 2019      | Wine Country                                       | Jade               |
| 2019      | Plus One                                           | Alice              |
| 2024      | Mr. & Mrs. Smith                                   | Jane Smith / Alana |